# Monarchie della Malaysia

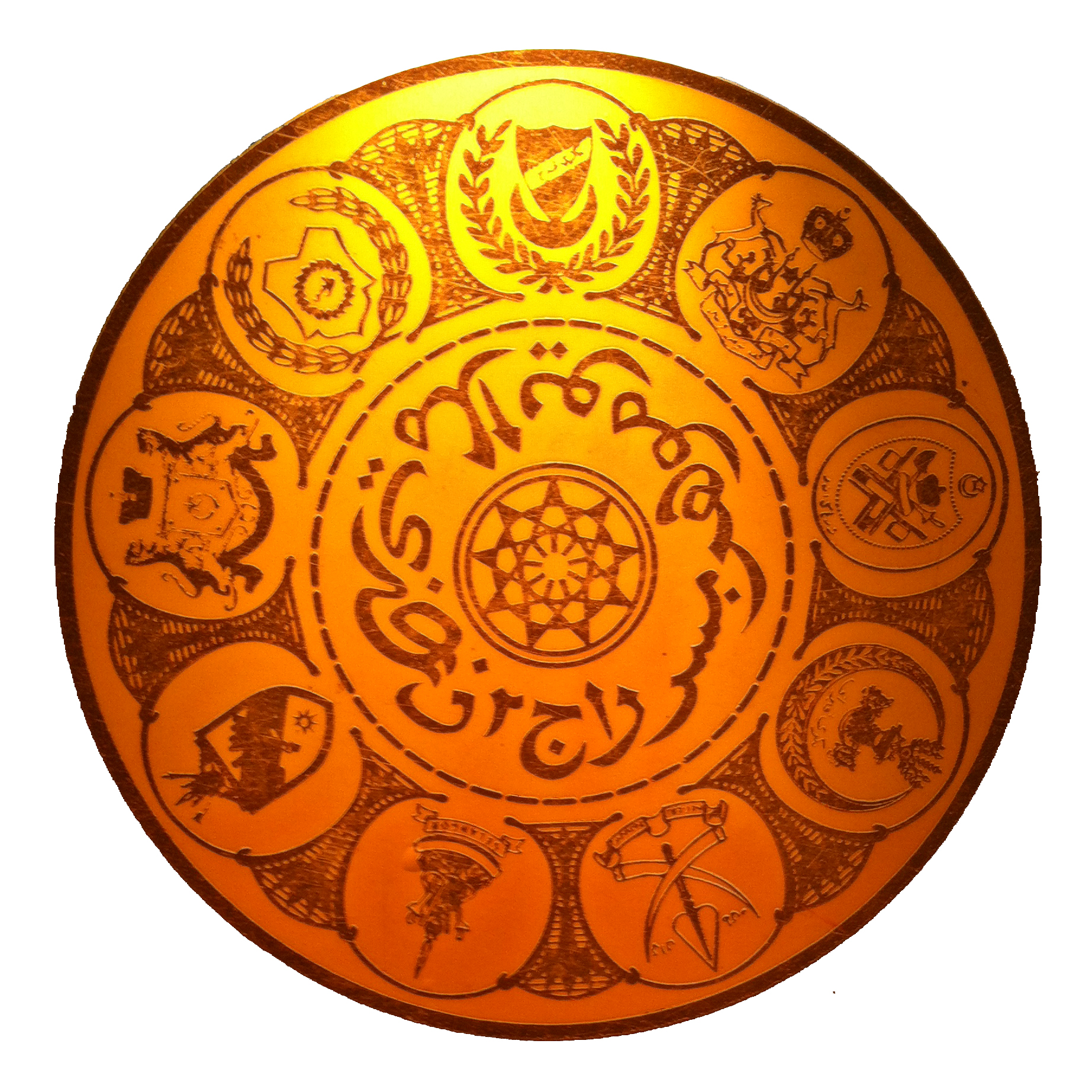
Il sigillo contenente gli stemmi dei nove stati monarchici malesi con al centro la scritta in jawi "Grande sigillo dei regnanti malesi esposto nel Museo reale di Kuala Lumpur.

Le monarchie della Malesia si riferiscono all'insieme delle monarchie costituzionali esistenti in Malaysia. Il sistema politico di questo paese si basa sul sistema parlamentare Westminster con le caratteristiche di una federazione.
Nove degli Stati della Malaysia sono costituzionalmente governati dai sovrani malesi tradizionali. Collettivamente i nove stati sono indicati come Stati malesi. Le Costituzioni dei diversi Stati monarchici limitano l'ammissibilità al trono ai maschi malesi musulmani di discendenza reale. Sette sono monarchie ereditarie basate sul principio della primogenitura agnatizia: Kedah, Kelantan, Johor, Perlis, Pahang, Selangor e Terengganu. Nel Perak, il trono ruota tra i tre rami della famiglia reale secondo un particolare tipo di anzianità agnatizia. Uno Stato, il Negeri Sembilan, è una monarchia elettiva; il sovrano è eletto tra i maschi della famiglia reale da capi ereditari. Tutti i governanti ad eccezione di quelli di Perlis e Negeri Sembilan utilizzano il titolo sultano. Il titolo del sovrano del Perlis è raja, mentre il principe di Negeri Sembilan è conosciuto come Yang di-Pertuan Besar.
Ogni cinque anni o quando la carica diviene vacante, i monarchi si riuniscono nella Conferenza dei governanti per eleggere tra di loro lo Yang di-Pertuan Agong, il monarca costituzionale federale e capo di stato della Malaysia. Essendo lo Yang di-Pertuan Agong eletto tra i governanti, la Malaysia nel suo complesso è una monarchia elettiva.

## Ruoli
Ognuno dei nove governanti funge nel proprio regno da capo dello Stato e della religione islamica. Come gli altri monarchi costituzionali in tutto il mondo, i governanti non partecipano al governo effettivo dei loro stati. Al contrario, ognuno di essi agisce su consiglio del capo dell'esecutivo del suo Stato, noto come Menteri Besar. Tuttavia, il capo di ogni stato ha discrezionalità nella nomina del Menteri Besar che comanda una maggioranza all'Assemblea legislativa statale. Il sovrano può rifiutare di sciogliere l'Assemblea anche quando richiesto dal Menteri Besar.
Lo Yang di-Pertuan Agong è il capo dello Stato federale. I suoi ruoli simbolici includono quello di comandante in capo delle forze armate malesi ed ha alcuni ruoli diplomatici: riceve gli inviati stranieri e rappresenta la Malaysia nelle visite di stato. Lo Yang di-Pertuan Agong è il capo dell'Islam nel proprio Stato, nei quattro stati non monarchici - Penang, Malacca, Sabah e Sarawak - e nei tre territori federali - Kuala Lumpur, Labuan e Putrajaya. Allo Yang di-Pertuan Agong è richiesto di delegare tutti i suoi poteri statali ad un reggente, ad eccezione del ruolo di capo dell'Islam. Similmente agli altri governanti, lo Yang di-Pertuan Agong agisce su consiglio del primo ministro ed ha poteri discrezionali nella sua nomina. Quest'ultimo comanda la maggioranza al Dewan Rakyat, la camera bassa del Parlamento. Lo Yang di-Pertuan Agong nomina anche gli Yang di-Pertua Negeri, i governatori cerimoniali dei quattro stati non monarchici su consiglio del Primo ministro e dei ministri capo degli Stati.
Una caratteristica unica della monarchia costituzionale malese è la Conferenza dei governanti, composta dai nove monarchi e dai quattro Yang di-Pertua Negeri. La Conferenza si riunisce di norma tre volte l'anno per discutere vari temi legati alle politiche statali e nazionali. Il ruolo più importante della Conferenza è quello di eleggere lo Yang di-Pertuan Agong ogni cinque anni o quando la carica diviene vacante. Solo i monarchi partecipano attivamente e passivamente all'elezione dello Yang di-Pertuan Agong, così come alle discussioni relative ai privilegi dei governanti e alle usanze religiose. Altro ruolo della Conferenza dei governanti nel governo federale del paese è quello di dare il proprio consenso alle modifiche di alcune disposizioni della Costituzione federale, vale a dire quelle relativi allo status dei governanti, ai privilegi speciali dei Bumiputra, allo status della lingua malese come lingua nazionale e dell'Islam come religione di Stato della federazione.

## Storia
Storicamente, nella penisola malese fiorirono diversi Stati monarchici. I primi regni furono influenzati dalla cultura indù; il più importante di questi fu il Langkasuka, nell'attuale Kedah. Nel XV secolo, il sultanato di Malacca divenne la potenza dominante nella penisola. Questo fu il primo Stato musulmano malese nella penisola a divenire anche una vera e propria potenza marittima regionale. Dopo la caduta di Malacca nel 1511, emersero numerosi governanti locali che nella parte settentrionale della penisola caddero in seguito sotto l'influenza siamese. Due principi della famiglia reale di Malacca divennero sovrani di Johor e Perak. Il sultanato di Johor emerse poi come potenza dominante nella penisola. Il vasto territorio del Johor permise ad alcune regioni di divenire sempre più autonome; alcune di esse in seguito divennero indipendenti.
Nel XIX secolo, diverse lotte interne all'aristocrazia malese minacciarono gli interessi economici britannici nella regione. Questi ultimi avviarono quindi una politica interventista. I britannici conclusero accordi con alcuni stati malesi che prevedevano la nomina di ministri residenti come consiglieri dei governanti, che divennero ben presto i veri detentori del potere statale. Questi residenti avevano larghi poteri in tutte le materie, tranne negli affari religiosi e di costume tradizionale. Nel 1895 i governi di Negeri Sembilan, Pahang, Perak e Selangor accettarono di unirsi e di costituire gli Stati malesi federati. La federazione era guidata da un residente generale con sede a Kuala Lumpur. Gli inglesi lottarono per strappare Kedah, Kelantan, Perlis e Terengganu dall'influenza siamese. Questi a loro volta accettarono la nomina di un consigliere britannico. Il Johor fu l'ultimo Stato a soccombere alle pressioni inglesi, ricevendo un consigliere solo nel 1914. Questi ultimi cinque regni erano noti come Stati malesi non federati.
Nel 1946, dopo la seconda guerra mondiale, gli inglesi unirono gli Stati malesi federati, gli Stati malesi non federati, e i due Stabilimenti dello Stretto di Penang e Malacca per formare l'Unione malese, una vera e propria colonia guidata da un governatore britannico. In base ai termini dell'accordo istitutivo, i sovrani malesi concessero tutti i loro poteri alla Corona britannica, tranne in materia religiosa. L'opposizione diffusa dai nazionalisti malesi portò alla riforma della Unione malese che nel 1948 divenne la Federazione della Malesia, in cui i governanti tornarono ad avere il ruolo di capi di Stato.
L'attuale forma della monarchia costituzionale risale al 1957, quando la Federazione della Malesia ottenne l'indipendenza. I sovrani oggi sono i capi di Stato costituzionale dei loro regni. Il potere esecutivo è esercitato da governi statali eletti dal popolo. I governanti eleggono tra di loro un capo federale dello Stato, lo Yang di-Pertuan Agong mentre i poteri esecutivi federali sono esercitati da un governo federale eletto. La forma di monarchia costituzionale è stata mantenuta alla fondazione dell'attuale Malaysia nel 1963.

## Johor
I primi sultani di Johor rivendicarono di essere i legittimi successori del sultanato di Malacca. Il primo sovrano, Alauddin Riayat Shah II era figlio dell'ultimo sultano di Malacca e regnò dal 1528. Nel XIX secolo, con il sostegno dei britannici, la famiglia Temenggong venne riconosciuta come governante dello Stato. Il primo sovrano di questa dinastia, Abu Bakar, è conosciuto come il fondatore del "moderno Johor". I suoi discendenti regnano ancora oggi.
Il sultano risiede nella capitale, Johor Bahru.

## Kedah
Secondo l'Hikayat Merong Mahawangsa, il regno di Kedah venne fondato attorno al 630 dal maharaja Derbar Raja, che vi giunse da Gameroon, in Persia. Il sultanato di Kedah venne fondato quando l'ultimo re indù, Phra Ong Mahawangsa, si convertì all'Islam nel 1136. Egli prese il nome di Mudzafar Shah I. I suoi discendenti continuano a governare il Kedah.
Il sultano risiede ad Anak Bukit, un sub-distretto di Alor Setar.

## Kelantan
Dopo secoli di subordinazione al Majapahit, al sultanato di Malacca, al Siam e al Terengganu, Long Muhammad, figlio di Long Yunus, nel 1800 si autoproclamò sultano e ottenne il riconoscimento come protettorato del Siam. Ai sensi del Trattato anglo-siamese del 1909 il controllo sul Kelantan venne trasferito ai britannici.
La capitale dello Stato, Kota Bharu, è anche la residenza ufficiale del sultano. Il palazzo principale per le funzioni cerimoniali è l'Istana Balai Besar, mentre l'Istana Negeri serve come residenza dell'attuale monarca. L'ex sultano, ancora in vita, risiede all'Istana Mahkota.

## Negeri Sembilan
Lo Stato del Negeri Sembilan incorpora una particolare forma di federalismo: lo Stato è divisa in piccoli Luak, ciascuno governato da un undang (capo). I quattro capi più importanti eleggono lo Yang di-Pertuan Besar (o Yamtuan Besar), che è il Capo dello Stato di Negeri Sembilan.
Il primo Yang di-Pertuan Besar fu Raja Melewar, che unì i nove piccoli Stati, ognuno dei quali era governato da un capo locale. Egli era giunto dal re del Pagaruyung nel Minangkabau, nell'isola di Sumatra, su richiesta dei capi dei nove piccoli Stati. A Raja Melewar succedettero altri principi inviati dal Pagaruyung, che divennero sovrani ereditari nel 1831 quando Raja Raden ereditò il trono da Raja Lenggang.
Il sovrano risiede a Seri Menanti.

### Undang
Gli undang sono scelti tra la nobiltà di ogni Luak, seguendo l'eredità matrilineare, ai sensi delle usanze Adat perpatih. L'undang di Sungai Ujong è scelto tra le famiglie Waris Hulu e Waris Hilir ed eredita il titolo di Dato' Klana Petra. L'undang di Jelebu è eletto tra le quattro case nobili di Waris Jelebu, Waris Ulu Jelebu, Waris Sarin e Waris Kemin. Il titolo di undang di Johol si alterna tra i membri nella linea femminile di due famiglie: Perut Gemencheh e Perut Johol. Il figlio della sorella maggiore del titolare è in genere l'erede del titolo. L'undang di Rembau è scelto tra le due principali case nobiliari del Luak, vale a dire i Waris Jakun (che ereditano il titolo Dato 'Lela Maharaja) e i Waris Jawa (che ereditano quello di Dato' Sedia di-Raja). Come per gli undang di Johol, il figlio della sorella maggiore del titolare è l'erede del titolo.
| Luak         | Titolo                                     | Undang                       | Inizio del regno |
| ------------ | ------------------------------------------ | ---------------------------- | ---------------- |
| Sungai Ujong | Dato' Klana Petra                          | Dato' Mubarak Dohak          | 1993             |
| Jelebu       | Dato' Mendelika Mentri Akhir ul-Zaman      | vacante                      |                  |
| Johol        | Dato' Johan Pahlawan Lela Perkasa Setiawan | Dato' Muhammad Abdul Ghani   | 2007             |
| Rembau       | Dato' Lela Maharaja o Dato' Sedia di-Raja  | Dato' Muhammad Sharif Othman | 1999             |

#### Tampin
Anche il distretto di Tampin ha un suo sovrano ereditario noto come Tunku Besar. I Tunku Besar di Tampin discendono da Sharif Sha'aban Syed Ibrahim al-Qadri, genero di Raja Ali, un membro della famiglia reale dello Stato che ha sfidato il regno del Yang di-Pertuan Besar nel XIX secolo.
| Distretto | Titolo      | Detentore                                   | Inizio del regno |
| --------- | ----------- | ------------------------------------------- | ---------------- |
| Tampin    | Tunku Besar | Tunku Syed Razman Tunku Syed Idrus Al-Qadri | 2005             |

## Pahang
L'attuale casa reale di Pahang è un ramo della famiglia reale del Johor. Inizialmente avevano il titolo di bendahara. Nel 1853 il bendahara Tun Mutahir, dichiarò ufficialmente indipendente lo Stato di Pahang. In seguito fu deposto dal fratello Ahmad che si proclamò sultano nel 1884.
Il sovrano risiede a Pekan.

## Perlis
Syed Hussein Jamalullail, figlio di Syed Abu Bakar Jamalullail, capo di Arau, e di una figlia del sultano Dziaddin Mukarram Shah di Kedah, venne riconosciuto come ragià di Perlis dai siamesi dopo che li aiutò a sopprimere una ribellione da parte del raja di Ligor, un microstato della provincia di Pattani. I Jamalullail sono di origine araba e continuano a governare lo Stato di Perlis.
Il sovrano risiede ad Arau.

## Perak
Il sultanato di Perak venne fondato da Muzaffar Riayat Shah I, figlio dell'ultimo sultano di Malacca. I suoi discendenti continuano a governare il sultanato.
La residenza ufficiale del sovrano è l'Istana Iskandariah di Kuala Kangsar.

## Selangor
Lo Stato di Selangor si trova sulla costa occidentale della penisola malese e confina con il Perak a nord, con il Pahang a est, con il Negeri Sembilan a sud e si affaccia sullo stretto di Malacca a ovest. Circonda i territori federali di Kuala Lumpur e Putrajaya, entrambi i quali una volta erano sotto la sovranità territoriale del Selangor.

## Terengganu
Lo Stato di Terengganu è situata nel nord-est della Malesia peninsulare e confina a nord-ovest con il Kelantan, a sud-ovest con il Pahang e a est si affaccia sul Mar Cinese Meridionale. Appartengono a questo Stato diverse isole periferiche tra cui le isole Perhentian, le isole Kapas e Redang.

## Successione
In sette degli stati monarchici malesi, l'ordine di successione è generalmente determinato secondo il principio della primogenitura agnatizia. Le donne non possono diventare sovrane e i discendenti in linea femminile sono generalmente esclusi dalla successione.
Nel Negeri Sembilan, lo Yang di-Pertuan Besar è eletto da un consiglio di quattro undang (capi territoriali), anche se la successione rimane all'interno della famiglia reale dello Stato. Nel 1967, dopo la prematura morte di Tuanku Munawir, suo figlio, Tunku Muhriz venne escluso dalla successione per la sua giovane età. Gli undang gli preferirono infatti lo zio Tuanku Jaafar. Nel 2008, alla sua morte, gli undang elessero Tunku Muhriz suo successore.
Nel Perak, il trono è in genere ruotato tra i tre rami della famiglia reale. Il sistema ebbe origine nel XIX secolo quando il 18º sultano di Perak stabilì che il trono sarebbe ruotato tra i suoi tre figli e i loro discendenti. Ci sono sei posizioni nella linea di successione e i titolari vengono nominati dal sultano regnante su suggerimento del Consiglio reale. Tradizionalmente, il figlio maggiore del sovrano regnante è posto alla fine della linea. Quando un posto diviene vacante nella linea di successione la persona che occupa la posizione inferiore gli succede. Tuttavia, l'ordine di successione può essere sottoposto a modifiche da parte del sultano e del suo Consiglio reale. Ad esempio, nel 1987, Azlan Shah nominò Raja Muda il suo figlio maggiore bypassando i candidati dagli altri due rami.
Lo Yang di-Pertuan Agong è eletto da e tra i nove governanti (esclusi i minorenni) ogni cinque anni o quando la carica diviene vacante per morte, dimissioni o deposizione con la maggioranza dei voti dei governanti. Lo Yang di-Pertuan Agong rimane in carica per un massimo di cinque anni e può essere rieletto solo dopo che tutti gli altri sovrani hanno occupato la posizione. Quando venne istituito questo ufficio, nel 1957, l'ordine di anzianità dei governanti era basato sulla lunghezza dei loro regni. Quando nel 1994 fu completato il primo ciclo di rotazione, l'ordine degli stati del primo ciclo divenne la base dell'ordine per il secondo ciclo.

## Attuali sovrani
| Stato           | Titolo del monarca    | Successione             | Monarca attuale           | Nato il          | Regnante dal      | Erede designato                                                      |
| --------------- | --------------------- | ----------------------- | ------------------------- | ---------------- | ----------------- | -------------------------------------------------------------------- |
| Malaysia        | Yang di-Pertuan Agong | Monarchia elettiva      | Ibrahim Iskandar di Johor | 30 luglio 1959   | 31 gennaio 2019   | Nessuno; eletto dalla Conferenza dei governanti                      |
| Johor           | Sultano               | Primogenitura agnatizia | Ibrahim Iskandar di Johor | 22 novembre 1958 | 23 gennaio 2010   | Tunku Ismail Idris, Tunku Mahkota (figlio maggiore)                  |
| Kedah           | Sultano               | Primogenitura agnatizia | Sallehuddin               | 30 aprile 1942   | 12 settembre 2017 | Tunku Sarafuddin Badlishah, Raja Muda (figlio maggiore)              |
| Kelantan        | Sultano               | Primogenitura agnatizia | Muhammad V                | 6 ottobre 1969   | 13 settembre 2010 | Tengku Muhammad Faiz Petra, Tengku Mahkota (fratello)                |
| Negeri Sembilan | Yang di-Pertuan Besar | Monarchia elettiva      | Muhriz                    | 14 gennaio 1948  | 29 dicembre 2008  | Nessuno, eletto dal consiglio degli undang                           |
| Pahang          | Sultano               | Primogenitura agnatizia | Abdullah                  | 30 luglio 1959   | 15 gennaio 2019   | Tengku Hassanal Ibrahim, Tengku Mahkota (figlio maggiore)            |
| Perak           | Sultano               | Anzianità agnatizia     | Nazrin Shah               | 27 novembre 1956 | 29 maggio 2014    | Raja Jaafar bin Almarhum Raja Muda Musa, Raja Muda (cugino maggiore) |
| Perlis          | Raja                  | Primogenitura agnatizia | Sirajuddin                | 17 maggio 1943   | 17 aprile 2000    | Tuanku Syed Faizuddin, Raja Muda (figlio maggiore)                   |
| Selangor        | Sultano               | Primogenitura agnatizia | Sharafuddin               | 24 dicembre 1945 | 22 novembre 2001  | Tengku Amir Shah, Raja Muda (figlio maggiore)                        |
| Terengganu      | Sultano               | Primogenitura agnatizia | Mizan Zainal Abidin       | 22 gennaio 1962  | 15 maggio 1998    | Tengku Muhammad Ismail, Raja Muda (figlio maggiore)                  |

## Consorti
Il titolo della consorte di un monarca in Malaysia non è generalmente fissato e non è concesso automaticamente. Una consorte reale può utilizzare un titolo solo se le viene concesso da un sovrano o durante la cerimonia di incoronazione. Le consorti dei diversi Stati hanno titoli diversi. Il titolo della consorte può anche cambiare a seconda del regnante. Per esempio, la moglie del sultano Ismail Nasiruddin di Terengganu aveva il titolo di Tengku Ampuan Besar, mentre la moglie del nipote Mizan Zainal Abidin di Terengganu ha quello di sultana e prima ancora aveva quello di Permaisuri.
I titoli dei consorti più utilizzati sono Cik Puan, Raja Perempuan, Sultana, Tengku Ampuan, Raja Permaisuri, Tengku Permaisuri o Permaisuri.
| Stato           | Monarca                                  | Consorte                         | Titolo                | In carica                      |
| --------------- | ---------------------------------------- | -------------------------------- | --------------------- | ------------------------------ |
| Malaysia        | Yang di-Pertuan Agong Abdullah di Pahang | Tunku Azizah Aminah Maimunah     | Raja Permaisuri Agong | dal 31 gennaio 2019            |
| Johor           | Sultano Ibrahim Iskandar                 | Raja Zarith Sofia                | Permaisuri            | dal 22 gennaio 2010            |
| Kedah           | Sultano Sallehuddin                      | Tengku Maliha binti Tengku Ariff | Sultana               | dal 12 settembre 2017          |
| Kelantan        | Sultano Muhammad V                       | -                                | -                     | -                              |
| Negeri Sembilan | Yang di-Pertuan Besar Muhriz             | Tuanku Aishah Rohani             | Tuanku Ampuan Besar   | dal 29 dicembre 2008           |
| Pahang          | Sultano Abdullah                         | Tunku Azizah Aminah Maimunah     | Tengku Ampuan         | dal 29 gennaio 2019            |
| Perak           | Sultano Nazrin Shah                      | Tuanku Zara Salim                | Raja Permaisuri       | dal 28 maggio 2014             |
| Perlis          | Raja Sirajuddin                          | Tuanku Fauziah                   | Raja Perempuan        | dal 14 luglio 2000             |
| Selangor        | Sultano Sharafuddin                      | Tengku Permaisuri Norashikin     | Tengku Permaisuri     | dall'8 settembre 2016          |
| Terengganu      | Sultano Mizan Zainal Abidin              | Tuanku Nur Zahirah               | Permaisuri            | 19 luglio 1998 - 5 giugno 2006 |
| Terengganu      | Sultano Mizan Zainal Abidin              | Tuanku Nur Zahirah               | Sultana               | dal 5 giugno 2006              |

## Capitali reali
| Stato           | Capitale reale         | Capitale statale | Titolo del sovrano    |
| --------------- | ---------------------- | ---------------- | --------------------- |
| Johor           | Muar                   | Johor Bahru      | Sultano               |
| Kedah           | Anak Bukit, Alor Setar | Alor Setar       | Sultano               |
| Kelantan        | Kubang Kerian          | Kota Bharu       | Sultano               |
| Negeri Sembilan | Seri Menanti           | Seremban         | Yang di-Pertuan Besar |
| Pahang          | Pekan                  | Kuantan          | Sultano               |
| Perak           | Kuala Kangsar          | Ipoh             | Sultano               |
| Perlis          | Arau                   | Kangar           | Raja                  |
| Selangor        | Klang                  | Shah Alam        | Sultano               |
| Terengganu      | Kuala Terengganu       | Kuala Terengganu | Sultano               |